# Joseph Raphael
Ne doit pas être confondu avec Joseph Raffael.

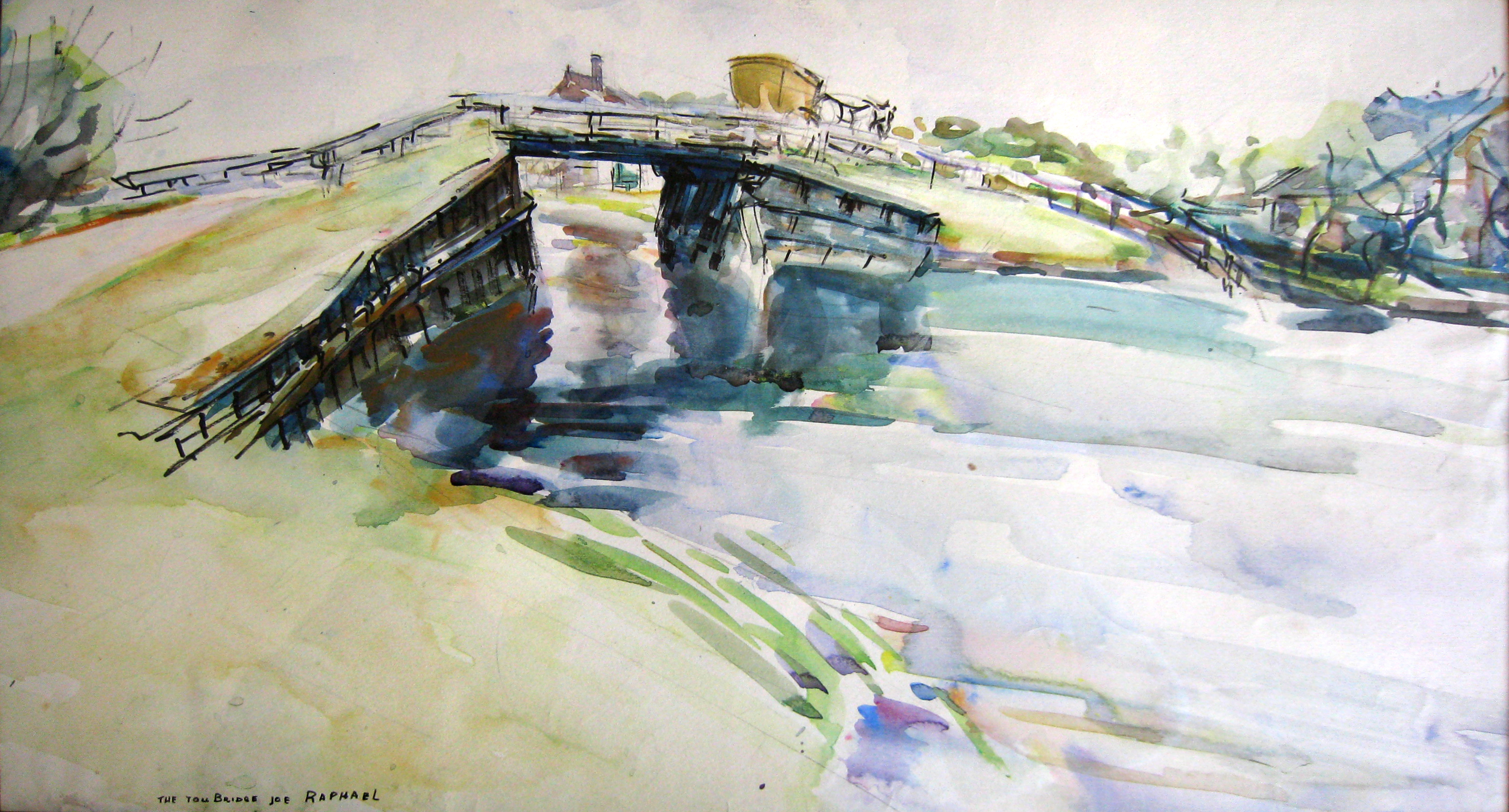

Joseph Raphael, né le 2 juin 1869 à Jackson (Californie) et mort le 11 décembre 1950, est un artiste-peintre impressionniste américain. 
Après sa formation initiale à la California School of Design de San Francisco, Joseph Raphael part étudier à l'Académie Julian de Paris. 
Il réside ensuite avec sa femme à Uccle, en Belgique, pendant trente-sept ans. Il a eu cinq enfants qui lui ont fréquemment servi de sujet pour ses tableaux. Il a peint des champs de tulipes de Hollande, des jardins de Belgique et des compositions florales. 
En 1939, peu de temps avant l'éclatement de la Seconde Guerre mondiale, il rentre aux États-Unis. Il s'installe alors à San Francisco, où il résidera jusqu'à sa mort en 1950.
Joseph Raphael a exposé au Salon de Paris en 1904, 1905 et 1906 ; il a reçu la mention honorable à celui de 1905.

## Sources
- Plein Air Painters of California - The North, 1998, par Ruth Lilly Westphal, pages 163-165  (ISBN 0-9610520-1-5)
- Artists in California 1786-1940, 1989, E. Milton Hughes, page 456  (ISBN 0-9616112-1-9)

## Musées
- Oakland Museum, Californie
- Musée Singer, Laren, Pays-Bas
- M.H. de Young Memorial Museum, San Francisco, Californië
- San Francisco Museum of Modern Art, San Francisco, Californië
- Krannert Art Museum, University of Illinois
- Fleischer Museum, Scottsdale, Arizona

## Prix
- Exposition internationale Panama-Pacifique 1915, médaille d'or